# Duhovi (Gerzence)
Duhovi falu Horvátországban Belovár-Bilogora megyében. Közigazgatásilag Gerzencéhez tartozik.

## Fekvése
Belovártól légvonalban 44, közúton 55 km-re délkeletre, községközpontjától légvonalban 8, közúton 10 km-re délkeletre, Uljanik és Antunovac között, a Čavlovica-patak partján fekszik.

## Története
Duhovi területén már a középkorban település volt, melynek templomát a Szentlélek tiszteletére szentelték. Ennek a templomnak a maradványait meg is találták a település határában. Róla kapta nevét a mai település is. A falu másik régészeti lelőhelye Obrov grad, egy feltehetően középkori erődítmény maradványa. A térséget a 16. század közepén szállta meg a török. A lakosság legnagyobb része az ország biztonságosabb részeire menekült, másokat rabságba hurcoltak. Ezután ez a vidék mintegy száz évre lakatlanná vált. A török uralom után a területre a 17. századtól folyamatosan telepítették be a keresztény lakosságot. 1700 körül III. Arsenije Čarnojević pravoszláv szerb pátriárka vezetésével nagyszámú szerb lakosság telepedett le Pakrác és Daruvár környékére. A település 1774-ben az első katonai felmérés térképén a falu „Dorf Duhova” néven szerepel.
Magyar Királyságon belül Horvátország részeként, Pozsega vármegye Daruvári járásának része volt. A településnek 1857-ben 84, 1910-ben 372 lakosa volt. Az Osztrák–Magyar Monarchia idejében a kedvező megélhetési feltételek hatására jelentős számú cseh lakosság telepedett le a faluban. Az 1910-es népszámlálás szerint lakosságának 62%-a szerb, 17%-a horvát, 14%-a cseh, 3%-a magyar anyanyelvű volt. 1918-ban az új szerb-horvát-szlovén állam, majd később Jugoszlávia része lett. 1941 és 1945 között a németbarát Független Horvát Államhoz, majd a háború után a szocialista Jugoszláviához tartozott. A háború után a fiatalok elvándorlása miatt lakossága folyamatosan csökkent. 1991-től a független Horvátország része. 1991-ben lakosságának 59%-a szerb, 24%-a horvát, 5%-a cseh nemzetiségű volt. 2011-ben a településnek 111 lakosa volt.

## Lakossága
| Lakosság változása | Lakosság változása | Lakosság változása | Lakosság változása | Lakosság változása | Lakosság változása | Lakosság változása | Lakosság változása | Lakosság változása | Lakosság változása | Lakosság változása | Lakosság változása | Lakosság változása | Lakosság változása | Lakosság változása | Lakosság változása |
| ------------------ | ------------------ | ------------------ | ------------------ | ------------------ | ------------------ | ------------------ | ------------------ | ------------------ | ------------------ | ------------------ | ------------------ | ------------------ | ------------------ | ------------------ | ------------------ |
| 1857               | 1869               | 1880               | 1890               | 1900               | 1910               | 1921               | 1931               | 1948               | 1953               | 1961               | 1971               | 1981               | 1991               | 2001               | 2011               |
| 84                 | 0                  | 0                  | 340                | 377                | 372                | 408                | 389                | 332                | 332                | 305                | 250                | 200                | 165                | 130                | 111                |

(1869-ben és 1880-ban lakosságát Uljanikhoz számították. 1900-ig településrész volt.)